# Adalbert von Schleiffras
Adalbert von Schleiffras, o Schleifras, nato Hermann Otto von Schleiffras (Reichlos, 18 febbraio 1650 – Fulda, 6 ottobre 1714), è stato un abate tedesco, dal 1700 al 1714 principe-abate di Fulda.
Durante il suo mandato promosse lo sviluppo dell'architettura barocca a Fulda e vi fece costruire la cattedrale ed il palazzo degli abati locali.

## Biografia

### I primi anni e la famiglia
Adalbert era il primogenito dei figli del barone Georg Lukas von Schleifras e di sua moglie Maria Margareta von Rotzmann. Venne battezzato dopo tre giorni dalla sua nascita coi nomi di Hermann Otto nella chiesa protestante di Freiensteinau, dal momento che i suoi genitori erano entrambi appartenenti a quella fede. Suo padre decise di convertirsi al cattolicesimo nel 1657 e da quel momento l'intera famiglia abbracciò la fede cattolica. Il fratello di Adalberto era Johann Martin Ludwig von Schleifras, consigliere privato dell'abate di Fulda, capo delle foreste locali, responsabile delle cacce dell'abate e magistrato; dopo la morte del fratello Adalbert si portò a studiare a Magonza.

### Abate
Deciso a intraprendere la carriera ecclesiastica, trascorse il periodo di noviziato all'abbazia di Kempten e studiò poi a Ochsenhausen e Admont. Dopo essere stato accolto nel capitolo collegiale di Fulda nel 1678, ne venne nominato priore. Dal 1682 al 1683 fu prevosto di Blankenau. Il 1º luglio 1700, Adalberto di Schleifras venne eletto abate di Fulda dopo la morte del suo predecessore. Il 3 gennaio 1701 seguì la conferma pontificia. Il 5 settembre 1702, l'imperatore Leopoldo I confermò all'abate le insegne ei privilegi del monastero.

#### Le opere a Fulda

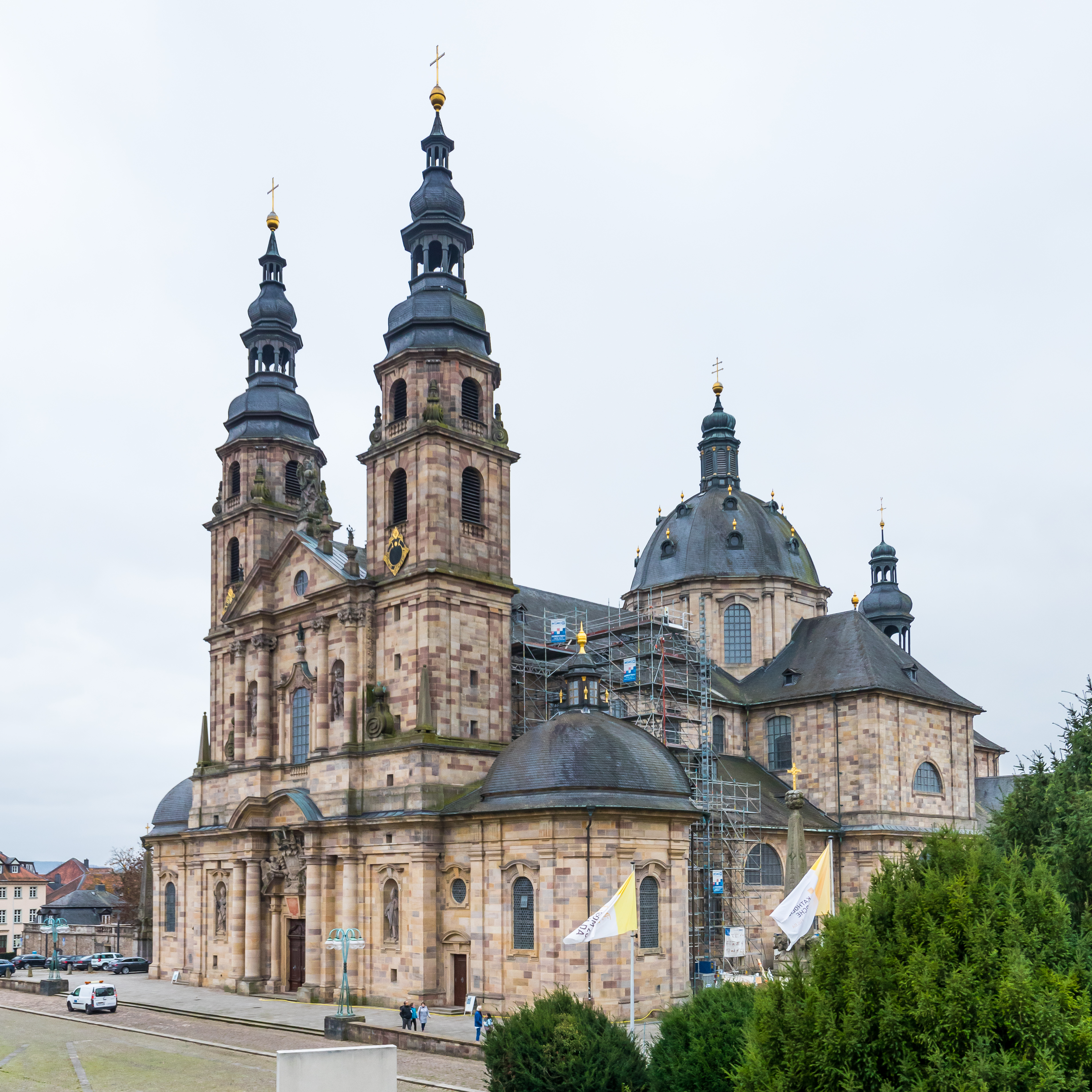
La nuova cattedrale di Fulda fatta erigere da Adalbert von Schleiffras ad inizio Settecento

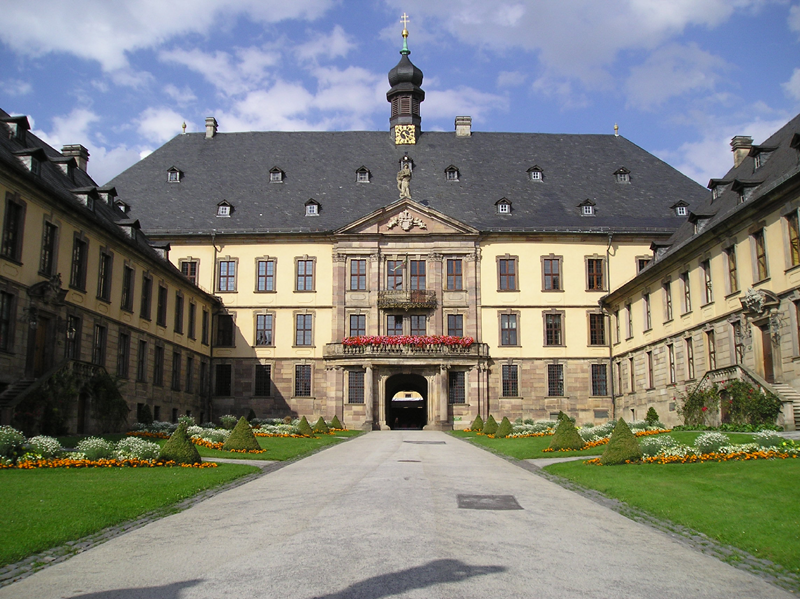
Il palazzo degli abati di Fulda

Von Schleiffras ebbe un ruolo particolarmente significativo come abate di Fulda in quanto avviò la costruzione della cattedrale locale e del palazzo degli abati in città, nonché il castello di Bieberstein a Rhön.
I lavori che compì, invero, gli furono possibili grazie alla politica parsimoniosa nella gestione delle finanze avviata dal suo predecessore, il principe-abate Placidus von Droste. Adalbert von Schleiffras, di conseguenza, poté con questo capitale disponibile avviare una nuova epoca di spirito artistico a Fulda con la nomina, dal 4 settembre 1700, di Johann Dientzenhofer al ruolo di architetto delle opere dell'abbazia. Allo stesso tempo, Dientzenhofer fu incaricato di costruire una nuova chiesa collegiata al posto dell'antica chiesa monastica romanica sopra la tomba di San Bonifacio. Dopo la demolizione dell'edificio precedente, fu costruita la cattedrale barocca di Fulda tra il 1704 e il 1712.
Sotto Adalbert, tra il 1702 ed il 1704, l'architetto Antonius Peyer costruì inoltre il nuovo palazzo degli abati nella città di Fulda nonché diverse chiese, cappelle e monasteri nel territorio di Fulda. Tra il 1700 ed il 1714, Johann Dientzenhofer venne incaricato anche della costruzione del castello di Fürsteneck a Eiterfeld e del castello di Geisa.
Alla sua morte nel 1714, Adalbert von Schleiffras venne sepolto nella nuova cattedrale di Fulda, a sinistra, davanti all'altare maggiore.